# Cryptochrostis quadrata
Cryptochrostis quadrata är en fjärilsart som beskrevs av Heinrich Benno Möschler 1880. Cryptochrostis quadrata ingår i släktet Cryptochrostis och familjen nattflyn. Inga underarter finns listade i Catalogue of Life.